# 岩波オンデマンドブックス
岩波オンデマンドブックス（いわなみオンデマンドブックス）は、過去に出版されて品切れになってしまった岩波書店の書籍を、完全受注生産で販売しているシリーズ。主に高価な学術書が対象である。
ただし、品切れになった学術書が必ずしもオンデマンドブックス行きになるとは限らず、そのまま重版されているケースも散見される。
岩波オンデマンドブックスで販売されていたが、現在は軽装版で販売されている書籍も見られる。